# Jill Stein
Jill Ellen Stein (Chicago, Illinois; 14 de mayo de 1950) es una médico, profesora y política estadounidense. Ha sido candidata a la presidencia de los Estados Unidos para las elecciones de 2012, 2016 y 2024 por el Partido Verde.

## Biografía
Tiene estudios en medicina y está especializada en medicina interna, estudió en la Universidad de Harvard. Fue la candidata por el Partido Verde a la Presidencia de los Estados Unidos en las elecciones de 2012. Stein también fue candidata para Gobernadora de Massachusetts en las elecciones gubernamentales de dicho estado en 2002 y en 2010. Stein reside en Lexington, Massachusetts. Se graduó de la Universidad de Harvard en 1973 y la Escuela Médica de Harvard en 1979.

## Pensamiento ideológico
Jill Stein apoyó a Nicolás Maduro durante la crisis presidencial de Venezuela junto con el Partido Verde de Estados Unidos.